# Головотрубка

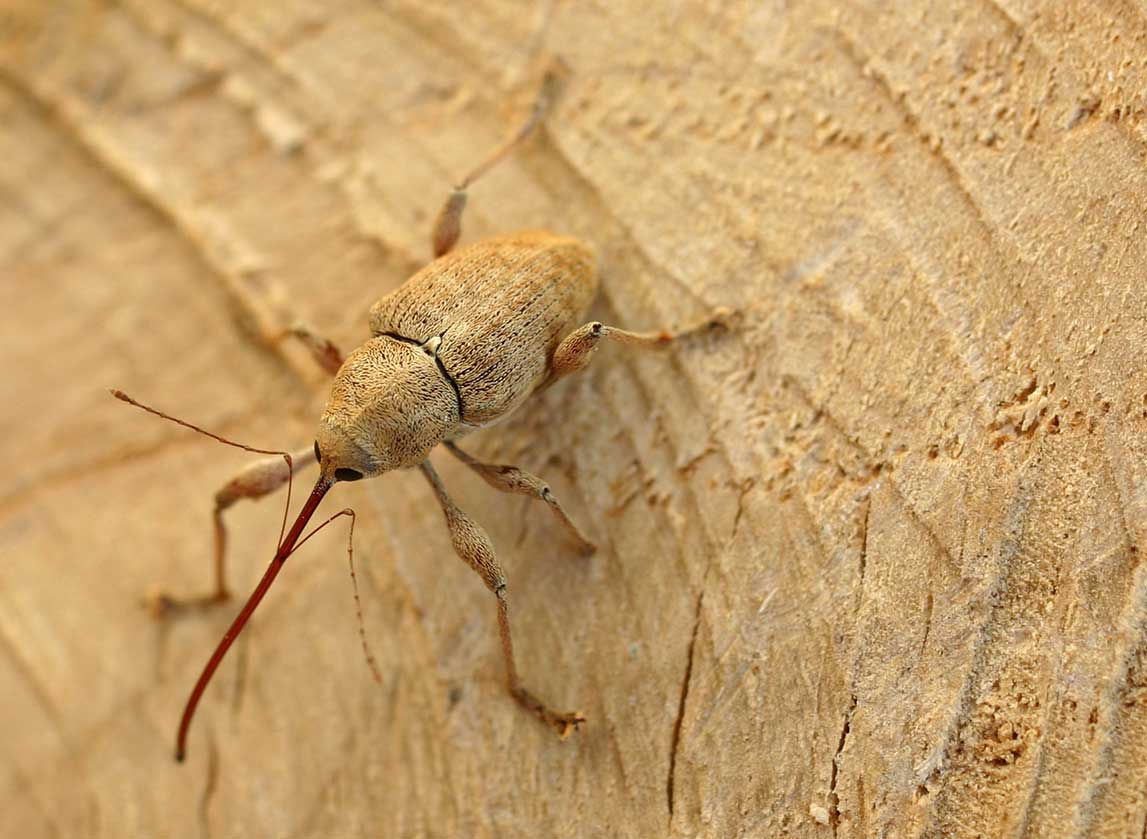
Долгоносик Curculio elephas.

Головотрубка — вытянутая в более или менее длинную трубку передняя часть головной капсулы жуков-долгоносиков (Curculionoidea) и зерновок (Bruchidae), на конце которой помещаются миниатюрные ротовые органы грызущего типа. Особенно длинной головотрубка бывает у долгоносиков, которые питаются семенами.